# Fonbeauzard
Fonbeauzard (okzitanisch Fontboscat) ist eine französische Gemeinde im Département Haute-Garonne in der Region Okzitanien. Sie gehört zum Arrondissement Toulouse und zum Kanton Castelginest. Die 3.086 Einwohner (Stand: 1. Januar 2022) werden Bauzifontin(e)s genannt.

## Geografie
Fonbeauzard ist eine banlieue im Osten bzw. Nordosten von Toulouse am Fluss Hers-Mort. Umgeben wird Fonbeauzard von den Nachbargemeinden Castelginest im Norden und Nordosten, Launaguet im Osten und Südosten, Aucamville im Süden und Westen sowie Saint-Alban im Nordwesten.

## Bevölkerungsentwicklung
| Jahr                      | 1962 | 1968 | 1975 | 1982 | 1990 | 1999 | 2006 | 2012 | 2019 |
| Einwohner                 | 247  | 278  | 588  | 1286 | 2393 | 2603 | 2766 | 2854 | 3011 |
| Quelle: Cassini und INSEE |      |      |      |      |      |      |      |      |      |

## Sehenswürdigkeiten
- Schloss Fonbeauzard, Anfang des 17. Jahrhunderts erbaut mit Garten aus dem 19. Jahrhundert (Monument historique)
- Kirche

## Persönlichkeiten
- Christophe Kempé (* 1975), Handballspieler, wohnt in Fonbeauzard